# 蓟运河
39°34′34″N 117°41′51″W / 39.576089°N 117.697403°W
蓟运河，横跨河北省、北京市、天津市三省，是海河水系支流，北三河之一。

## 历史沿革
蓟运河，隋代称沽水，唐代称鲍丘水，五代称泃河，宋、元称潮河，明代称运粮河，清顺治后称蓟运河。
唐代，蓟运河形成一条完整的河系。该河受渤海潮汐影响，涨潮时，潮水可顶托到三岔口，沿箭杆河顶托到王卜庄以上。每次潮发，波浪涛天十分壮观，因此又有“潮河”之称。明朝确定为宝坻古八景之一“潮河飞练”。明朝为防北元，于蓟州三镇派驻重兵镇守，军需粮饷运送，南靠“卫河”（南运河），北靠“蓟州河”，明代正式定名曰“蓟运河”。后人把下仓以上段称“蓟州河”，简称“州河”。

## 河流简介
蓟运河有两个源头，一源为泃河，另一源为州河，两河在天津市宝坻区张古庄汇流称蓟运河，至天津市滨海新区塘沽防潮闸与永定新河汇流后入渤海。蓟运河全长157千米，流域面积5323平方千米，平均水深7米，行洪能力400立方米每秒。

## 气候水文

### 流域气候
蓟运河流域内属于暖温带半湿润季风气候，春季多风少雨，容易出现旱灾；夏季气温高，湿度大，降水多，容易出现洪涝、冰雹灾害；秋季以晴为主，冷暖适中；冬季寒冷干燥，降雪较少。
流域内年降雨量变化梯度大，上游山区泃河一带大于下游平原地区，多年平均降水量为600—750毫米，年内分配不均匀。暴雨中心在上游北京市平谷区金海湖镇将军关石河至河北省唐山市遵化市马兰峪一带。7月—9月降雨量集中，为全年降雨量的83.5%。

### 流域水文
流域内多年平均水面蒸发量为1115.1毫米，平均年径流量为9.53亿立方米，最大为22.22亿立方米（1978年），最小为2.17亿立方米（1981年）。泃河、州河河道含沙量较高，多年平均产沙57万吨，年均入海沙量6.2万吨，最大为25.9万吨。

## 自然灾害

### 洪涝灾害
蓟运河流域主要灾害是洪涝灾害，最早记载于元至正十三年（公元1353年），“丰润、玉田、遵化大水”。清光绪十六年（公元1890年）5月间，“大雨连旬。宝坻河流狂涨，溃堤决岸。三河、平谷、宁河等县因水受赈。丰润、玉田平地水深二丈，为近年所未有”。

### 干旱灾害
蓟运河流域时有春、秋旱灾，明万历二十七年至二十九年（公元1599—1601年），“华北平原连遭三年大旱，……野无青草，载道流离”。民国26年（公元1937年），“丰润春旱，大田均未种。井水干涸。玉田春旱，喝水浅涸”。

### 地震灾害
1976年，唐山发生7.8级地震，对蓟运河造成较为严重的破坏。在天津市宁河区与天津市汉沽区（现合并为滨海新区）受灾情况较为严重，造成两区境内老防潮闸震毁，新防潮闸受损严重，堤防断裂下沉，最大裂缝宽达1米。

## 社会经济

### 交通设施
蓟运河流域内交通发达，主要有公路、铁路交通：
高速公路
- 秦滨高速
- 天津绕城高速
- 长深高速
- 唐廊高速
- 塘承高速
- 津蓟高速
- 京蓟津高速

国道
- 102国道
- 112国道
- 205国道

铁路
- 津山铁路
- 大秦铁路
- 京山铁路

### 农业
蓟运河流域内农业有较大发展，银鱼、紫蟹和卢苇草曾是蓟运河三宗宝。下游平原区主要种植小麦、玉米、棉花、水稻。

### 工业
蓟运河流域内工业主要有建材、化工、纺织、机械、食品、冶金、陶瓷、电力等。

### 旅游业
蓟运河流域内旅游景点主要有：独乐寺、黄崖关、翠屏湖、盘山、九龙山、八仙山等旅游景点。

## 水利治理
元至元十六年（公元1279年）以来，河道均有治理。1949年洪水后，不断对蓟运河裁弯取直、河道复堤、修筑护坡、增修防浪墙、护坡砌石。1950年，开挖潮白新河，使潮白河与蓟运河分流。1972年，兴建引泃入潮河。1973年，按10年一遇（670立方米每秒）标准开挖还乡新河。整治后的蓟运河，两岸堤防319.33千米，其中左岸长162.7千米，右岸长156.63千米。流域内设置两个蓄洪区，分别为盛庄洼、青甸洼。设计蓄洪量为2.05亿立方米，蓄洪面积160.5平方千米。
流域内有三座大型水库，分别为泃河海子水库、州河于桥水库、还乡河邱庄水库。总库容18.84亿立方米。于桥水库有水力发电站1座，是天津唯一的水电站。